# Oakham Castle
Oakham Castle är ett slott i Storbritannien.   Det ligger i grevskapet District of Rutland och riksdelen England, i den sydöstra delen av landet, 140 km norr om huvudstaden London. Oakham Castle ligger 113 meter över havet.
Terrängen runt Oakham Castle är platt, och sluttar österut. Runt Oakham Castle är det ganska tätbefolkat, med 90 invånare per kvadratkilometer. Närmaste större samhälle är Corby, 19,5 km söder om Oakham Castle. Trakten runt Oakham Castle består till största delen av jordbruksmark.